# Куяба (река)
Куяба̀ (на португалски: Rio Cuiabá) е река в югозападна Бразилия с дължина около 828 километра.
Извира от платото Мату Гросу и тече на югозапад, преминава през град Куяба и областта Пантанал и се влива в река Парагвай недалеч от границата с Боливия. Площта на водосборния ѝ басейн е около 29 хиляди квадратни километра.